# Wolfgang Streeck

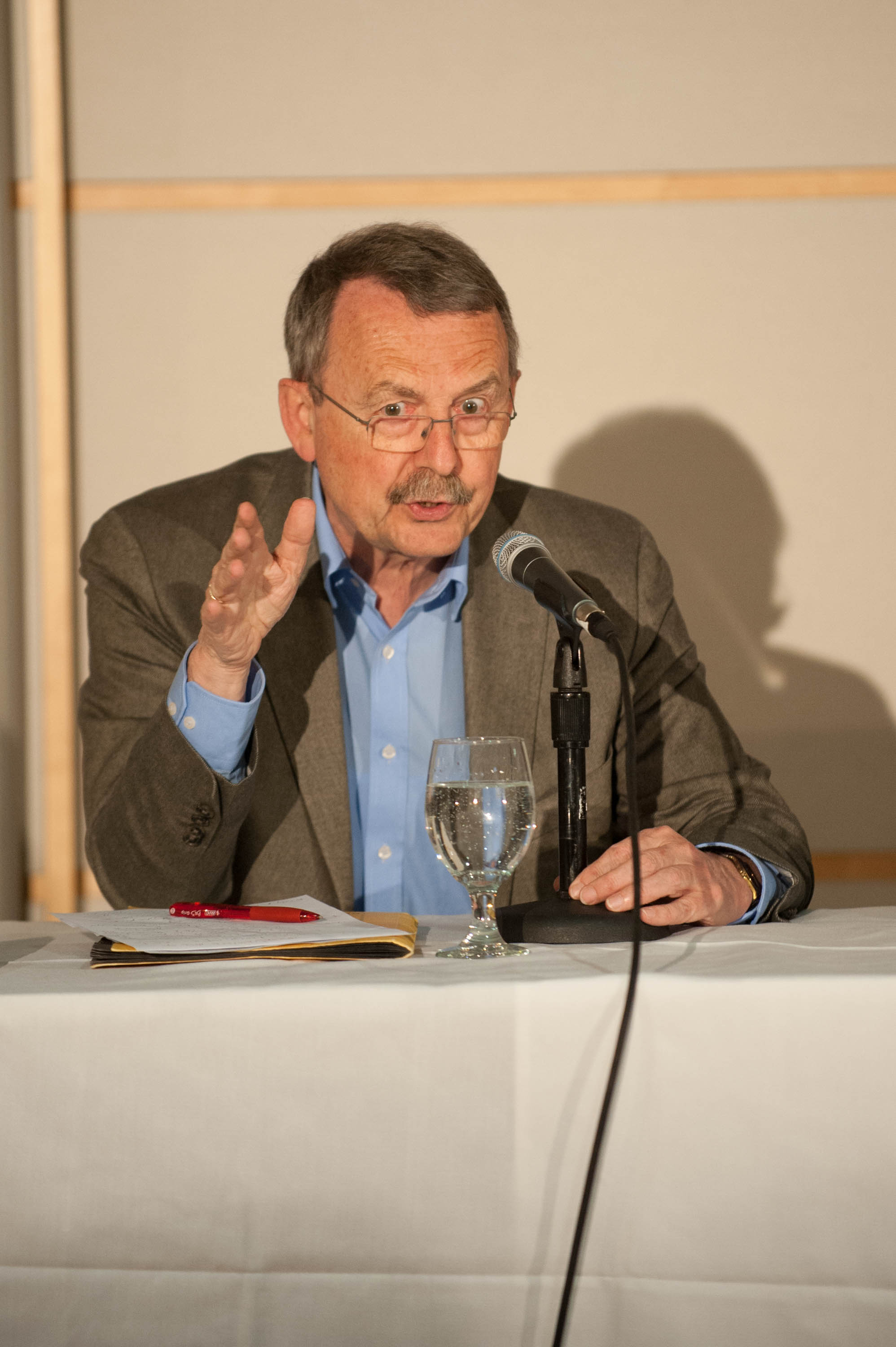
Wolfgang Streeck in 2017

Wolfgang Streeck (Lengerich, 27 oktober 1946) is een Duitse socioloog, gespecialiseerd in economische sociologie. Hij is directeur emeritus van het Max Planck Instituut voor Sociale Wetenschappen in Keulen. Sinds ca. 2013 doet hij ook opgeld als publieksintellectueel, met een boek en een serie artikelen over de gevolgen van de kredietcrisis, de eurocrisis en het fundamentele conflict tussen kapitalisme en democratie.

## Levensloop
Streeck studeerde sociologie, aanvankelijk te Frankfurt, daarna te New York, waar hij zijn belangrijkste leermeester vond in de figuur van Amitai Etzioni. Als student was Streeck actief lid van de Sociaaldemocratische Hogeschoolbond (SHB) en medeoprichter van het Socialistisch Bureau te Offenbach. De radicalere SDS liet hij links liggen, omdat hij (afkomstig uit een eenvoudig milieu) die te elitair vond.
Na zijn studie was Streeck als wetenschappelijk medewerker verbonden was aan de Universiteit van Münster. Op zijn promotie te Frankfurt (1980) volgde in 1986 een habilitatie te Bielefeld. Tussen 1980 en 1988 was hij Senior Research Fellow van het Wissenschaftszentrum Berlin für Sozialforschung. Daarna (1988–1995) bekleedde hij een leerstoel sociologie en arbeidsverhoudingen aan de Universiteit van Wisconsin–Madison.
In 1995 werd Streeck benoemd tot directeur van het Max Planck Instituut voor Sociale Wetenschappen (Max-Planck-Institut für Gesellschaftsforschung). Op 31 oktober 2014 ging hij met emeritaat. Daarnaast was hij sinds 1998 lid van de Berlijns-Brandenburgse Academie van Wetenschappen en sinds 1999 hoogleraar sociologie te Keulen. In 2016 trad hij toe tot de British Academy.
Op zestienjarige leeftijd werd Streeck lid van de SPD, maar dit lidmaatschap zegde hij op naar aanleiding van de controversiële uitspraken van Thilo Sarrazin.

## Werk en standpunten
In zijn werk richt Streeck zich vooral op problemen van politieke en economische aard, evenals op de wisselwerking tussen die beide, waarbij hij zich bedient van een historisch-vergelijkende aanpak.
Hoewel lange tijd een sociaaldemocraat, raakte Streeck ten tijde van de regering-Schröder teleurgesteld in de prestaties van de sociaaldemocratie onder de derde weg-ideologie. De financiële crisis van 2008 veranderde zijn blik op de verhouding kapitalisme-democratie volkomen en bij het schrijven van Re-Forming Capitalism raakte hij meer beïnvloed door Marx en de Amerikaanse marxisten van de jaren 50 en 60. Sindsdien heeft hij naam gemaakt als publieksintellectueel met twee boeken en diverse artikelen waarin hij probeert aan te tonen dat de financiële markten sinds de jaren 70 zo machtig zijn geworden, dat deze de beweegruimte van democratische politiek ernstig inperken.

### Schuldencrisis en democratisch tekort
In 2015 verscheen Streecks boek Gekochte tijd: De uitgestelde crisis van het democratisch kapitalisme in Nederlandse vertaling (oorspronkelijk getiteld Gekaufte Zeit, uitg. Suhrkamp, 2013). In dit boek beschouwt hij de kredietcrisis en aanverwante verschijnselen als de jongste in een reeks crises die het westerse kapitalisme al sinds de jaren 70 treffen, en die uiteindelijk tot gevolg hebben dat kapitalisme en democratie elkaar niet meer verdragen. Het boek tracht tevens te verklaren waarom de in de jaren 70 (m.n. door de Frankfurter school) voorspelde ineenstorting van het kapitalisme niet heeft plaatsgevonden.
Het probleem, meent Streeck, is dat kapitalisme en democratie elkaar principieel uitsluiten en alleen na de schok van twee Wereldoorlogen samen konden komen. Het oorlogstrauma had voldoende verzoening tussen werkgevers en vakbonden tot stand gebracht om in Europa het fenomeen verzorgingsstaat voor de kapitaalbezitters acceptabel te maken, maar toen de laatsten, vanaf de late jaren 60, deze consensus wilden doorbreken, hebben de verzorgingsstaten veertig jaar lang sociale conflicten omtrent loon, werkgelegenheid en medezeggenschap afgekocht met geleend geld. Zo hebben ze uiteindelijk de geldschieters, de financiële sector, een ongekende machtspositie verschaft die hun soevereiniteit ondermijnt. Voor Duitsland becijferde hij bijvoorbeeld dat het door de politiek vrij in te vullen deel van het bondsbudget was gedaald van 43% in 1970 naar 19% in 2005, dus al vóór het uitbreken van de crisis. Na een periode van oplopende staatsschulden is door financialisering de schuldenlast ook op particulieren komen te liggen. Streeck doet enkele aanbevelingen om democratische zeggenschap over de economie te herstellen, waaronder periodieke schuldkwijtschelding (naar analogie van het Bijbelse Jubeljaar) en financiële repressie.

### Europa en de euro
Streeck staat bekend als criticus van de Europese eenwording. In de jaren 80 werkte hij nog samen met vakbonden aan voorstellen om een Europees sociaal beleid tot stand te brengen; naar eigen zeggen was dit uiteindelijk vergeefse moeite.
Met name de Europese muntunie is mikpunt van Streecks kritiek. De hoop van politici als Juncker en Kohl dat de euro de eenwording zou bevorderen is gelogenstraft, meent hij, door de eurocrisis en de reacties daarop. De verklaring hiervoor zoekt hij in het geen rekening houden met regionale verschillen in economische stelsels. Wat de euro in plaats daarvan doet is het Noord-Europese, neoliberale stelsel, gericht op export en dus harde valuta, opleggen aan Zuid-Europa, dat gekenmerkt wordt door gerichtheid op de eigen interne markten met devaluatie en sterke regulering van de banken als beleidsinstrumenten. Streeck voorspelt dat de economische en politieke ontwrichting die dit met zich meebrengt, de eurozone nog lang in een crisistoestand zal houden en de EU "kapot" zal maken als de zuidelijke landen niet uit de euro stappen.

### Einde van het kapitalisme
In een artikel uit 2014, "How Will Capitalism End?" ("Hoe zal het kapitalisme eindigen?") wierp Streeck de stelling op dat het kapitalisme op zijn einde loopt en dat de crisis van 2008 een stadium is in deze ontwikkeling. Dat wil niet zeggen dat hij een blauwdruk voor een alternatieve ordening ziet; het idee dat een economisch–maatschappelijk tijdperk pas kan eindigen zodra een revolutie het vervangt door een betere ordening, verwerpt hij als een marxistisch vooroordeel.
Streecks stelling is dat de "legitimiteitscrisis" die Nieuw Links voorzag, is uitgekomen, maar in omgekeerde vorm: niet de restanten van het proletariaat, maar juist de kapitaalbezitters hebben besloten dat het naoorlogse, sociaaldemocratische compromis niet langer legitiem is, en hebben er de stekker uitgetrokken met hun roep om deregulering en beperkingen aan de democratische controle op economische processen. Hiermee, echter, ontdoet het kapitalisme zichzelf van de checks and balances die het stabiel houden, en ontstaat een vicieuze cirkel van toenemende schuldenlast, groeiende ongelijkheid en stagnatie.

### Debat met Habermas

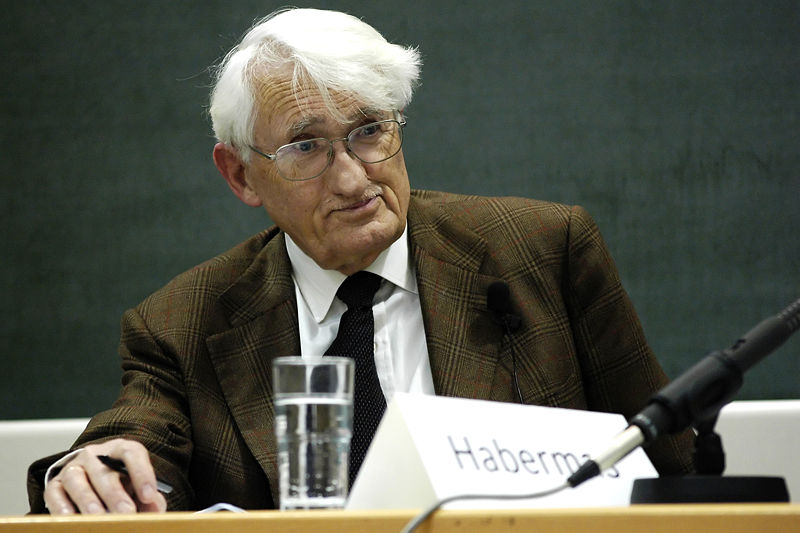
Jürgen Habermas

Jürgen Habermas vergeleek Gekochte tijd vleiend met Marx' Achttiende brumaire van Lodewijk Napoleon, maar verweet Streeck ook een nostalgisch verlangen naar de ouderwetse natiestaat (kleinstaaterei) inzake zijn EU-standpunt. Habermas verkiest verdere Europese eenwording boven wat hij ziet als een terugtrekking in de "machteloze" nationale staten, die door de financiële markten tegen elkaar uitgespeeld kunnen worden. Streeck reageerde met door Habermas' visie van een Europese democratie wensdenken te noemen.

## Weblink
- Wolfgang Streeck (blog)